# Керманшахская операция
Керманшахская операция (февраль — март 1916 года) — наступательная операция частей русского экспедиционного кавалерийского корпуса в Западном Иране в ходе Персидской кампании Первой мировой войны.

## Обстановка на Персидском театре
В декабре 1915 года — январе 1916 года корпус продолжал развивать успех, достигнутый в ходе Хамаданской и Кумской операций.
25—30 декабря 1915 (7—12 января 1916) была проведена операция в Гиляне против дженгелийских повстанцев Мирзы Кучек-хана, одновременными ударами с нескольких сторон в трудных условиях заснеженных гор и лесов мятежники были разбиты и на время ослабили свою активность в провинции.
К середине января 1916 года корпусная разведка оценивала силы противника на театре примерно в 25 тыс. чел.: в Приморском районе 5 тыс., в Сольтанабаде 2 тыс., в Исфахане 4 тыс., в Сенендедже — Хамадане и Керманшахе по 6 тыс..
6 (19) января 1-й Горско-Моздокский полк занял Сольтанабад. Противник бежал в Керманшах и Боруджерд; германский консул Ронер перед бегством раздал населению значительное количество оружия. 22 января (4 февраля) полковник Стопчанский с четырьмя сотнями и двумя орудиями начал наступление на Боруджерд, но оно развивалось медленно, так как войскам пришлось идти по глубоким снегам.
12 (25) декабря части корпуса взяли Асадабад, на Кенгаверском направлении вели бои отряд пограничников подполковника барона Медема и части 1-й Кавказской казачьей дивизии, 31 декабря (13 января) с боя взявшие Кенгавер.
В качестве подкреплений князю Н. Н. Баратову были направлены Кавказская кавалерийская дивизия и 2-й и 4-й Кавказские пограничные пешие полки. В результате к февралю 1916 года корпус состоял из 14 тыс. чел. при 38 орудиях, из которых 8—10 тыс. при 22 орудиях было сосредоточено на Керманшахском направлении.

## Керманшахская группировка противника
В районе Багдада была сформирована 6-я турецкая армия, командующим которой 6 декабря был назначен фельдмаршал фон дер Гольц-паша. Главной его целью была борьба с английской Месопотамской армией, но ему также было поручено действовать против русских на Керманшахском направлении и подчинены находившиеся там войска.
Фон дер Гольц усилил работу по найму персидских отрядов и использованию возглавляемых шведскими офицерами персидских жандармов. Во главе сторонников германо-турок встал Низам-ус-Салтане, бывший губернатор Лурестана, бежавший из Кума перед занятием его русскими.
Прогерманские силы стекались в Керманшах (120 км к юго-западу от Хамадана), ставший главным центром германо-турецкого влияния. В городе были сделаны большие военные запасы и стянуты крупные силы: около 20 тыс. чел. при 14 орудиях, в том числе несколько турецких батальонов с батареей, посланных фон дер Гольцем для усиления. Фортификационными работами руководил германский агент граф фон Каниц, а после его исчезновения 2 (15) января — полковник Бопп.

## Наступление на Керманшах
В феврале части корпуса из Хамадана начали наступление на Керманшах. В составе войск противника были 2,5 тыс. турок, ополчение луров, кельхиоров, бахтиар, остатки отряда эмира Хикмета, разбитого под Рабат-Керимом, жандармы. На фланге наступления после ряда успешных боев противник 26 января (8 февраля) был отброшен в район Нехавенда, 29 января (11 февраля) русские заняли Довлетабад. С севера наступление корпуса Баратова прикрывал Ван-Азербайджанский отряд.
Основные силы продвигались вдоль шоссе, преодолевая упорное сопротивление противника, оборонявшего каждое селение. 9 (22) февраля части корпуса прорвали оборонительную линию у Сахне и отбросили небольшие силы турецкой пехоты, а 11 (24) февраля заняли Бисотун. 13 (26) февраля войска вошли в покинутый противником Керманшах.
Взятые в плен турки были аскерами 1-го Константинопольского полка 21-й пехотной дивизии. В качестве трофеев были взяты 7 орудий, 8 пулемётов и запасы турецкого лагеря.
Для закрепления в Керманшахском районе части корпуса с боями заняли 17 февраля (1 марта) Сенендедж, 19 февраля (3 марта) — Биджар, отбросив противника ещё дальше на запад. В то же время восточнее был занят Боруджерд.

## Результаты
В ходе Керманшахской операции было захвачено 8 орудий, 1700 снарядов, 1,5 млн ружейных патронов большого калибра и 100 пудов малокалиберных, большое количество ручных бомб и взрывчатки. Разведка доносила, что немцы проводили неудачные опыты по применению вьючных газовых аппаратов, которые собирались использовать при обороне Керманшаха.
В результате наступательных операций корпус за два с половиной месяца занял огромную территорию шириной в 800 верст по фронту и столько же в глубину. Одна дивизия расположилась в районе Керманшаха, другая оставалась в тылу — в Хамадане и Казвине. 6 (19) марта 1-й Запорожский полк с боем взял прежнюю персидскую столицу Исфахан.